# Oskarssonite
L'oskarssonite (simbolo IMA: Osk) è un minerale molto raro del supergruppo della perovskite, all'interno del quale viene collocato nel gruppo delle perovskiti non stechiometriche e da lì al sottogruppo dell'oskarssonite; appartiene alla famiglia degli "alogenuri" e possiede composizione chimica AlF3.
La formula empirica è AlF2,6(OH)0,5, che sembra suggerire una sostituzione parziale del fluoro con un gruppo ossidrile (OH).

## Etimologia e storia
L'oskarssonite è stata chiamata in questo modo da M.J. Jacobsen e suoi collaboratori nel 2012 in onore di Níels Örn Óskarsson, un vulcanologo professore dell'Università d'Islanda, per il suo lavoro sulle fumarole islandesi.
Il campione tipo è conservato presso l' "Istituto di Storia Naturale islandese" di Garðabær in Islanda.

## Classificazione
Nella classica nona edizione della sistematica dei minerali di Strunz, aggiornata dall'Associazione Mineralogica Internazionale (IMA) fino al 2009, l'oskarssonite non è presente, poiché il minerale è stato approvato dall'IMA nel 2012.
Compare nell'edizione successiva, proseguita dal database "mindat.org" e chiamata Classificazione Strunz-mindat, dove l'oskarssonite è elencata nella classe "3. Alogeni" e nella sottoclasse "3.A Alogeni semplici, senza H2O" dove è in attesa di assegnazione di un gruppo.
Nella Sistematica dei lapis (Lapis-Systematik) di Stefan Weiß l'oskarssonite si trova nella classe degli "alogenuri (fluoruri, cloruri, bromuri, ioduri)" e da lì nella sottoclasse degli "alogenuri semplici"; qui si trova nella sezione dei composti di tipo "anidro, [con rapporto] metallo:alogeno = 1:2, 1:3", dove forma il sistema nº III/A.09 insieme ai minerali clorocalcite, molysite e javorieite.

## Abito cristallino
L'oskarssonite cristallizza nel sistema trigonale con il gruppo spaziale R3c (gruppo nº 167) con le costanti di reticolo a = 4,9817(4) Å e c = 12,387(1) Å, oltre a 6 unità di formula per cella unitaria.

## Origine e giacitura
L'oskarssonite è stata trovata sotto forma di incrostazioni di composto sublimato depositate alla temperatura di 90 °C in prossimità della superficie delle fumarole; la paragenesi è con anidrite, bassanite, gesso, jarosite, anatasio, ematite, opale, ralstonite e meniaylovite.
Il minerale è molto raro ed è stato trovato solo in pochissimi siti. Si contano la sua località tipo, Eldfell (63.43361°N 20.24889°W) vicino a Vestmannaeyjar in Islanda e, sempre in Islanda, Rangárþing ytra; l'oskarssonite è stata trovata anche a Juína nel Mato Grosso (Brasile), nell'arcipelago del mare di Ross (Antartide) e a La Palma (nelle Isole Canarie in Spagna).

## Forma in cui si presenta in natura
L'oskarssonite in natura forma una polvere a grana fine, di aspetto traslucido, di colore che va dal bianco al giallo grigiastro.